# Uracentron flaviceps
Uracentron flaviceps är en ödleart som beskrevs av  Alphone Guichenot 1855. Uracentron flaviceps ingår i släktet Uracentron och familjen Tropiduridae. Inga underarter finns listade i Catalogue of Life.
Arten förekommer i norra Brasilien samt i angränsande regioner av Colombia, Ecuador, Peru och kanske Bolivia. Honor lägger ägg.

## Bildgalleri

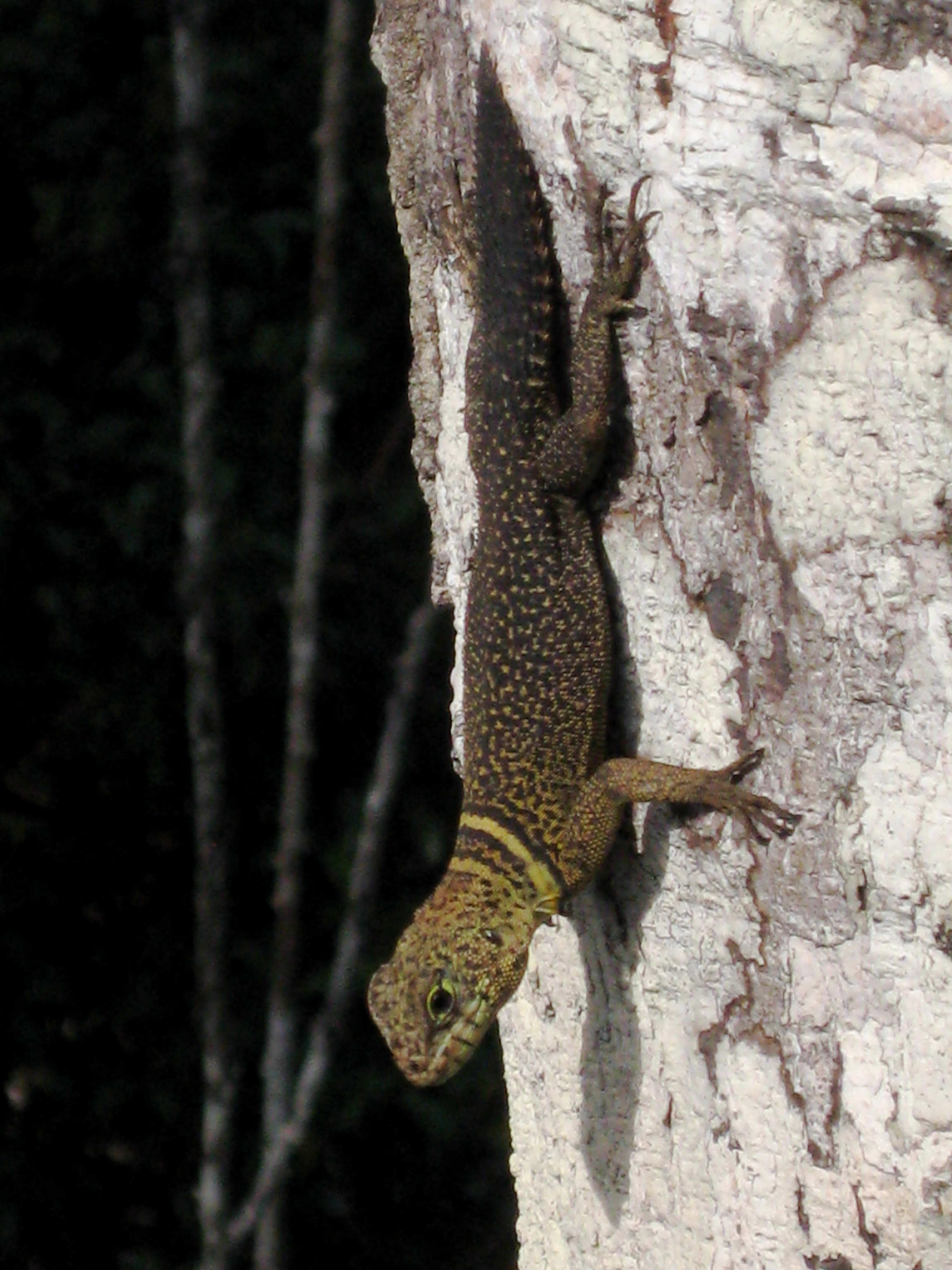
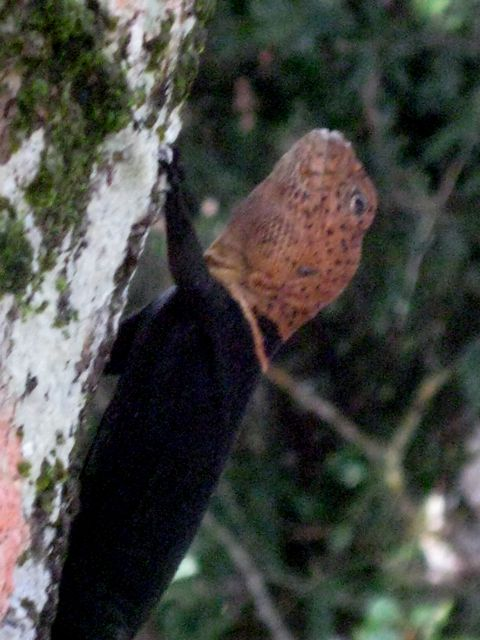
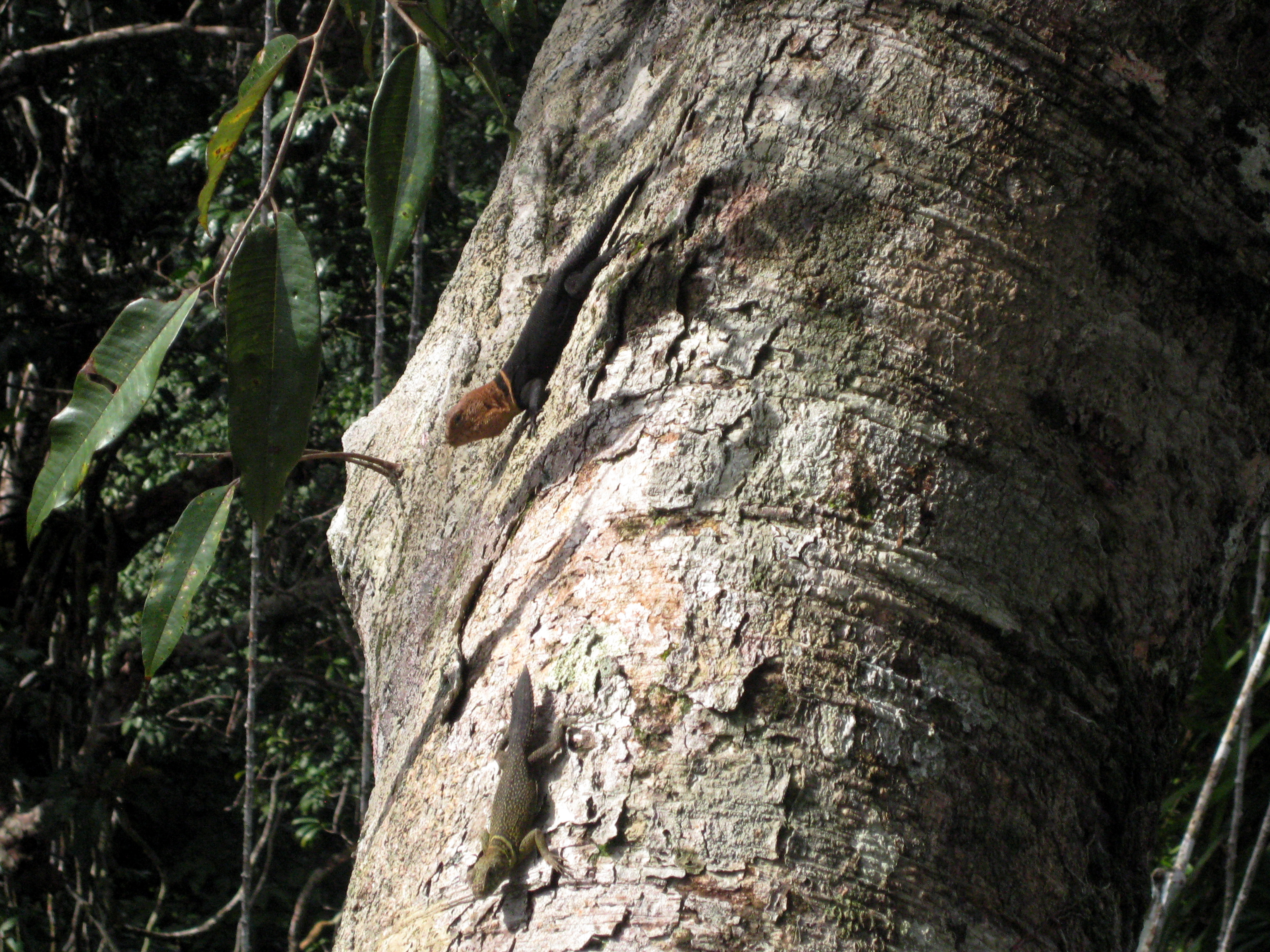
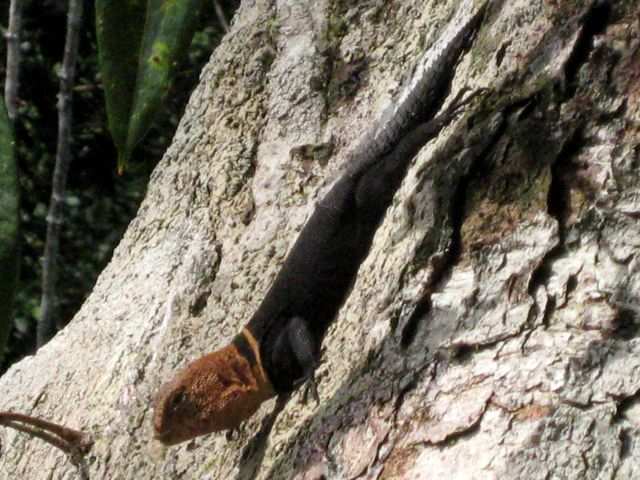